# Комиссия по вопросам Монголии и Тибета
Комиссия по вопросам Монголии и Тибета (MTAC, кит. трад. 蒙藏委員會, пиньинь Měng Zàng Wěiyuánhuì, палл. Мэн Цзан Вэйюаньхуэй) — одно из двух министерств на уровне комиссий Исполнительного Юаня.
Первоначально он был создан во времена династии Цин в составе Лифаньюань, и курировал отношения цинского двора с зависимыми Монголией и Тибетом. После революции 1911 года и распада династии Цин, комиссия была заменена Бюро по делам Монголии и Тибета в 1912 году, и была переименована и реорганизована снова в 1914 году в Монголо-тибетское министерство, под непосредственным контролем президента. Нынешнее название было дано после очередной реорганизации в конце 1920-х гг. После коммунистической революции в Китае и переноса Китайской Республики на Тайвань, комиссия прекратила свою деятельность в Тибете и Монголии, хотя и служила в качестве правительственного органа, который помогал в отношениях между этническими монголами и тибетцами на Тайване и способствовал увеличению связи между тайваньцами и монголами, а также тибетцами.
После тибетского восстания в 1959 году, Чан Кайши объявил в своём Послании к тибетским друзьям (кит. трад. 告西藏同胞書, пиньинь Gào Xīzàng Tóngbāo Shū, палл. Гао Сицзан Тунбао Шу), что политика республики направлена на то, чтобы помочь тибетской диаспоре в борьбе с КНР. Комиссия отправила секретных агентов в Индию, чтобы распространять антикоммунистическую пропаганду среди ссыльных Тибета. С 1971 по 1978 годы комиссия также обучала на Тайване этнических тибетских детей из Индии и Непала, с ожиданием, что они будут работать на правительство Китайской Республики, когда вернутся на материк.
14 августа 2017 года Исполнительный Юань объявил о том, что Комиссия будет упразднена к концу года, так как бюджет на неё на 2018 год не выделялся. Сотрудников собирались распределить в Министерство культуры и Совет по материковым делам.
15 сентября 2017 года Комиссия была распущена.

## Председатели
1. Янь Сишань (1928.12.27−1930.04.05)
2. Ма Фусян (1930.09.08-1931.12.30)
3. Ши Цинян (1931.12.30-1935.03.15)
4. Хуан Мусун (1935.03.15-1936.07.29)
5. Линь Юнь Гай (1936.07.29-1936.08.08)
6. У Чжунсинь (1936.08.08-1944.12.06)
7. Леунг Кам Ло (1944.12.06-1947.04.23)
8. Сюй Шиин (1947.04.23-1948.11.26)
9. Бай Юньти (1948.11.26-1949.06.06)
10. Гуань Цзиюй (1949.06.06-1949.11.23)
11. Чжоу Куньтянь (1949.11.23-1950.03.10)
12. Юй Цзинтан (1950.03.10-1951.02.22)
13. Цзюн Тянь Цзинь (1951.02.22-1954.05.25)
14. Лю Лянькэ (1954.05.25-1958.07.14)
15. Лээ Юн-Синь (1958.07.14-1960.05.30)
16. Цзюн Тянь Цзинь (1960.05.30-1963.12.14)
17. Го Цицяо (1963.12.14-1972.5.29)
18. Чуй Янь Цуй (1972.05.29-1981.11)
19. Се Жэньян (1981.11-1984.05)
20. Дуншу Фань (1984.05-1986.03)
21. У Хуапэн (1986.04-1993)
22. Цзюнь Чжан И (1993—1994)
23. Ли Хоугао (1994—1997)
24. Као Коонг-Лянь (1997—2000)
25. Сюй Чжэнгуан (2000—2002)
26. Сюй Чжисюн (2002—2008)
27. Као Супо (2008.5.20-2011.02.08)
28. Ло Инсюэ (2011.02.09-2013.09.29)
29. Чэнь Минжэнь (2013.09.30-2013.10.22) (И. О.)
30. Цай Юйлин (2013.10.22-2016.05.19)
31. Линь Мэйчжу (2016.05.20-2017.02.07)
32. Сюй Чжанъяо (2017.02.08-2017.09.15)

## Монгольский и Тибетский культурный центр
Комиссия по вопросам Монголии и Тибета управляет Монгольским и Тибетским культурным центром (кит. трад. 蒙藏文化中心, пиньинь Měng-Zàng Wénhuà Zhōngxīn, палл. Мэнцзан Вэньхуа Чжунсинь). Он расположен в районе Даань города Тайбэй, на улице Цинтянь, неподалёку от Тайбэйской соборной мечети и Центра обучения китайскому языку. Центр был создан в 1993 году в бывшей резиденции Джанджа-хутухты Лувсана Балдан Тенпай Дронме, которые бежал на Тайвань после окончания Гражданской войны в Китае в 1949 году. Здание имеет традиционные тибетские архитектурные особенности. В нём находится выставочная площадка для культурных артефактов, читальный зал, лекционный зал и молитвенный зал для Джанджа-хутухты.